# Gärdesån

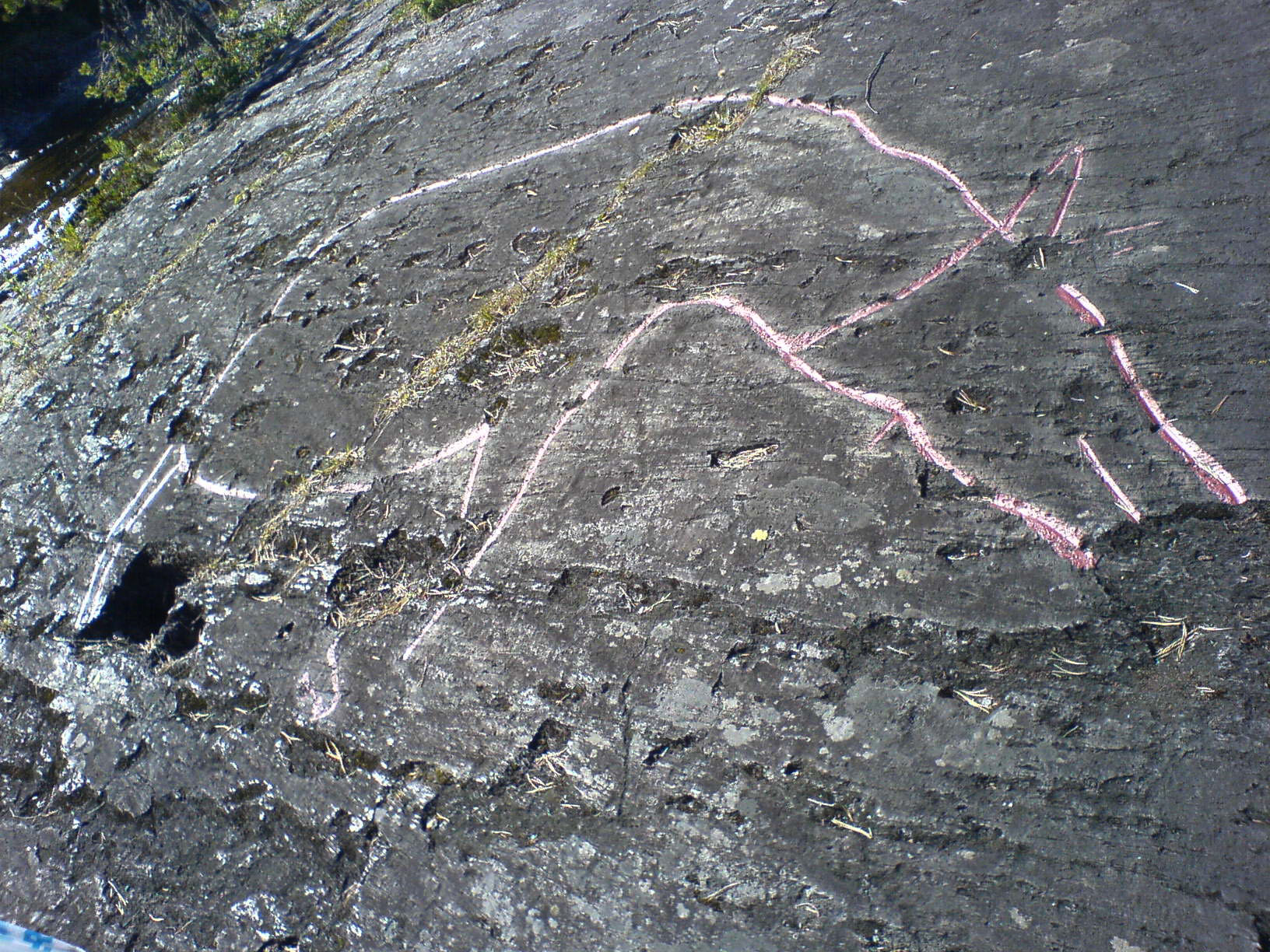
En hällristning föreställande en älg vid Gärdesån i Offerdal/Jämtland

Gärdesån är en å i Offerdals socken i Krokoms kommun i Jämtland som rinner från Gärdesjön vid Gärde till Åflo. 

## Hällristningar
På klipphällar i och vid Gärdeforsen i Gärdesån finns ett flertal hällristningar som kan vara 7.000 år gamla. Hällristningarna omfattar bland annat bilder av stora älgar. En ristning på en häll mitt i forsen består av tre stora älgfigurer och några linjer och obestämbara figurer, vilka kan vara rester efter djurmotiv. En av älgarna är ristad i naturlig storlek och är 365 cm lång. Ristningen är därmed en av de största i Norden. Älgarna är naturaligt avbildade i profil och med två ben vardera, öronpar samt tvärgående streck över halsen. En annan del av hällristningen utgörs av ett par klövar med biklövar. I närheten finns tio människofotspår som leder fram till en älgfigur. Strax bredvid denna finns fyra spår av älg, och en ristning som brukar tolkas som en människofigur. 
Ristningarna i Gärdesån är utförda i olika stilar och tekniker, och har olika ålder. De tre stora älgfigurerna anses vara av mycket hög ålder, förmodligen bland de äldsta hällristningarna i Sverige. De övriga motiven anses komma från senare delar av stenåldern.

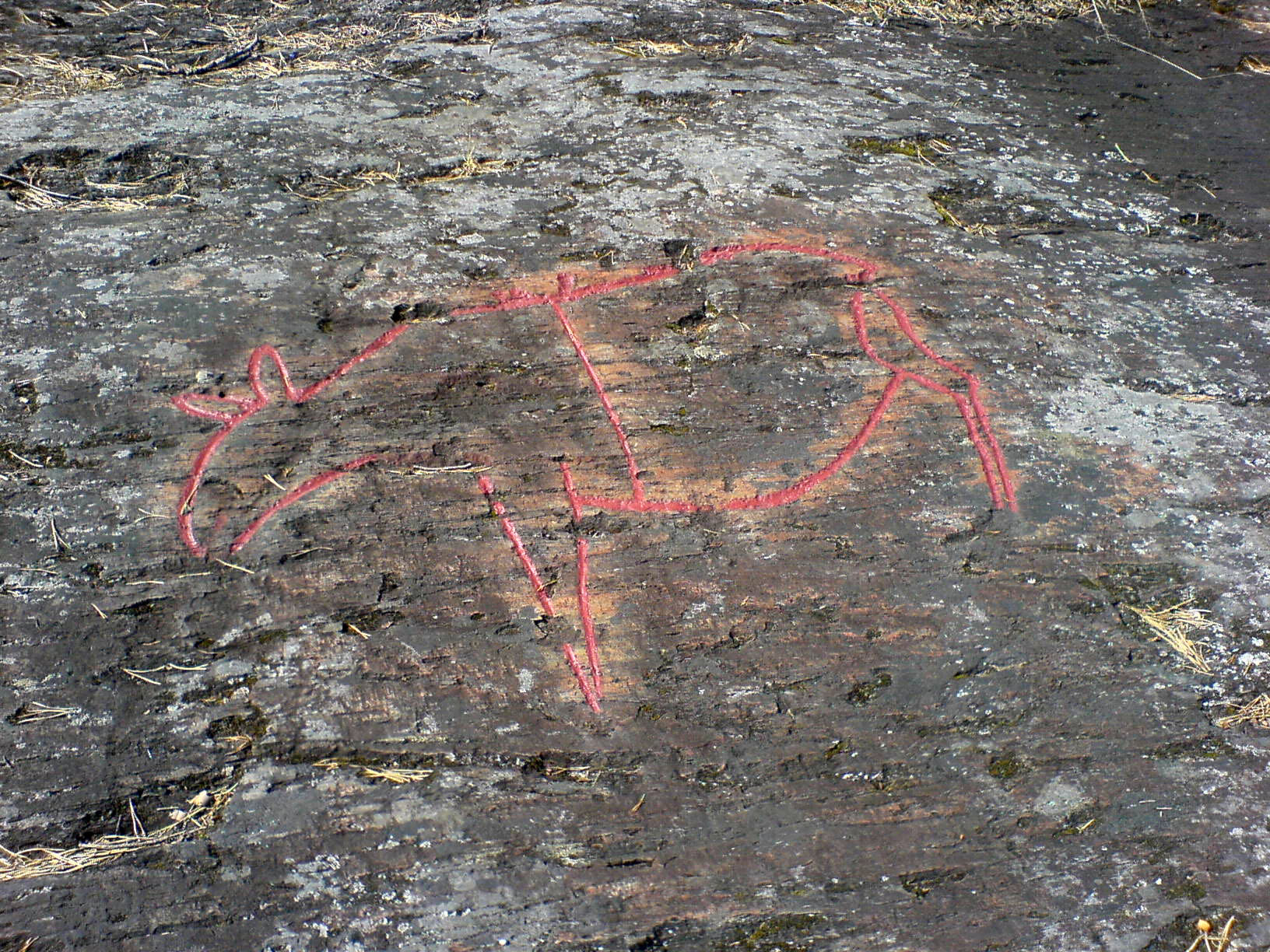
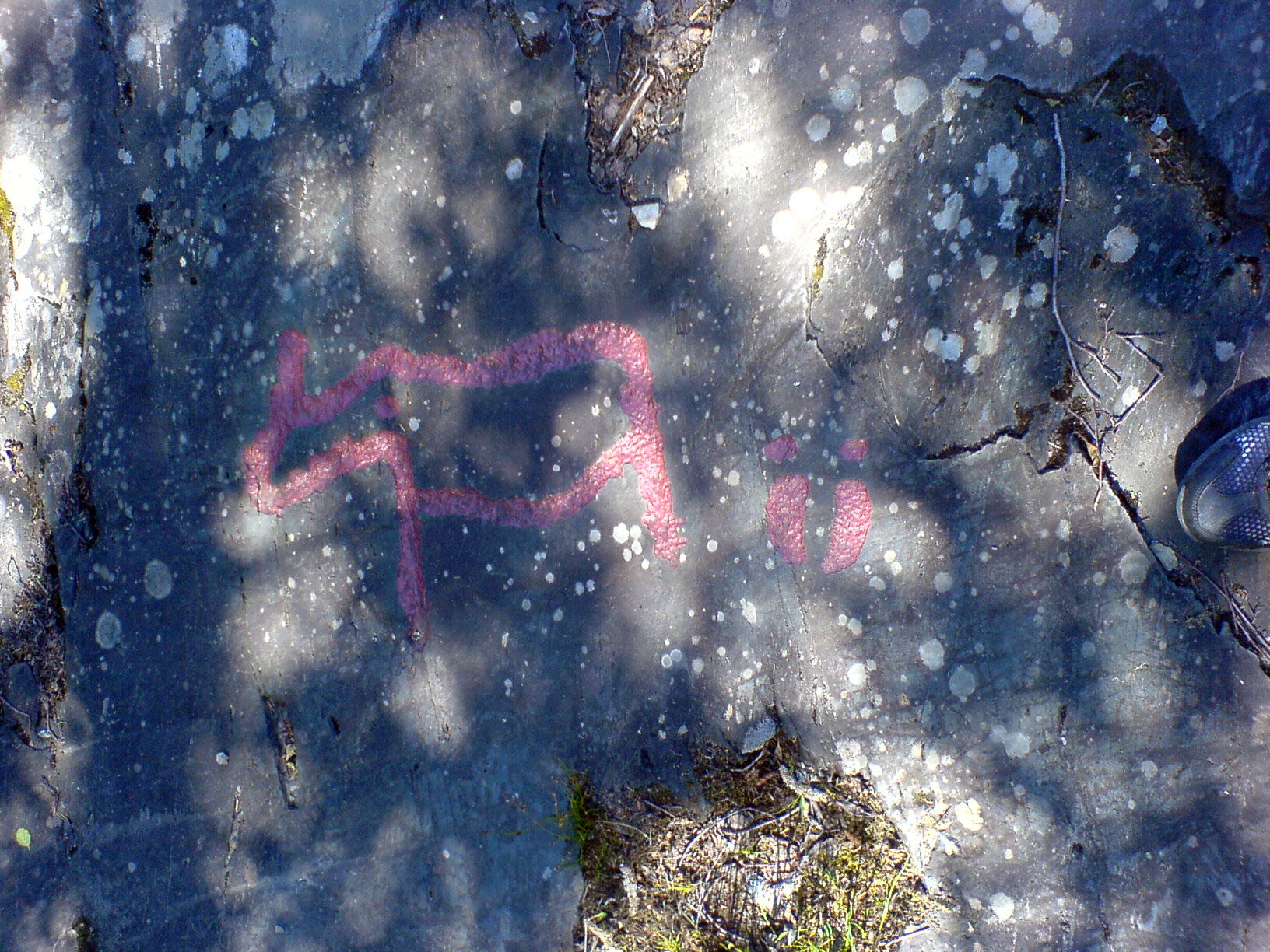
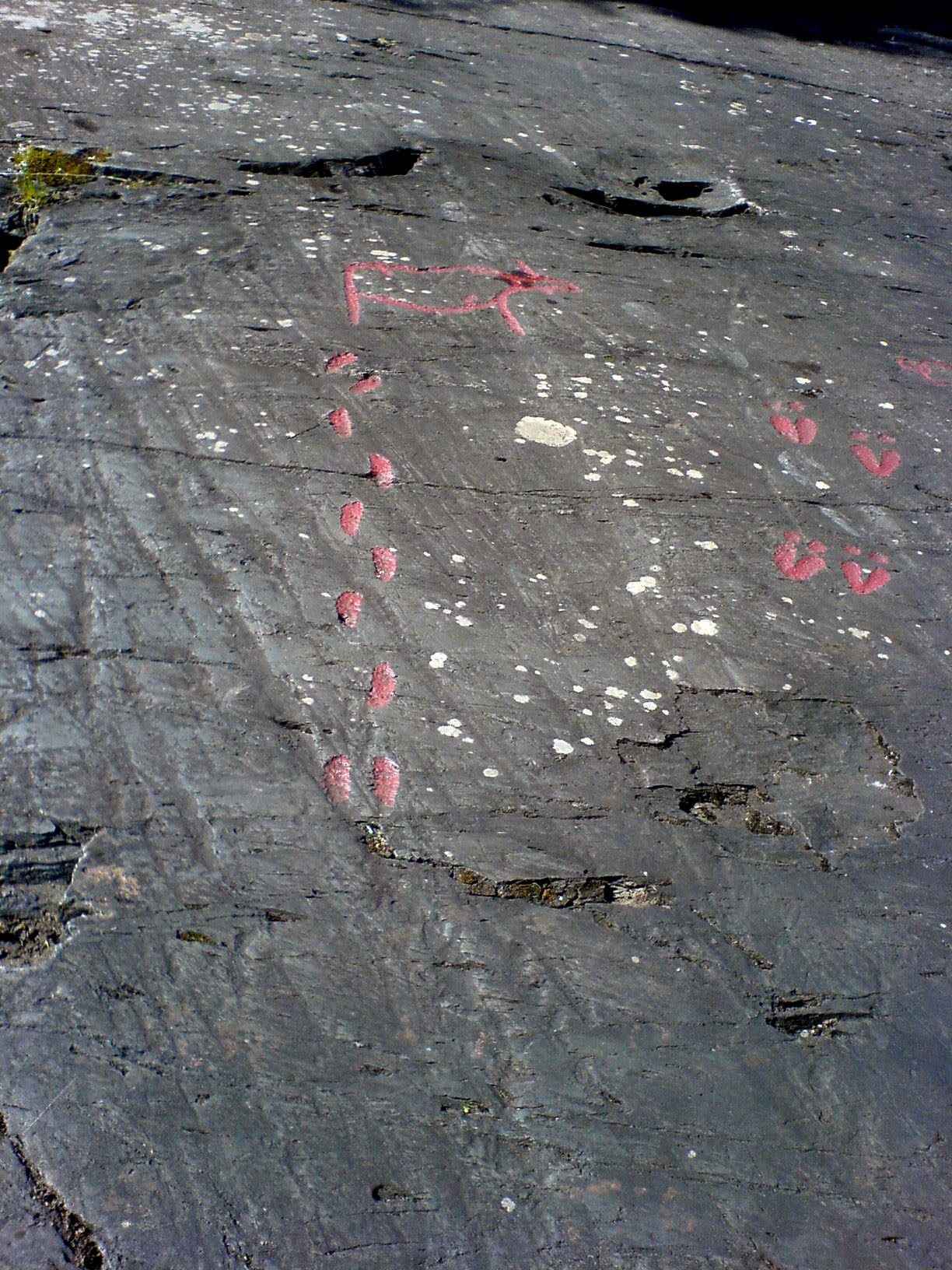